# San Miguel Huautla
San Miguel Huautla är en ort i Mexiko.   Den ligger i kommunen San Miguel Huautla och delstaten Oaxaca, i den sydöstra delen av landet, 280 km sydost om huvudstaden Mexico City. San Miguel Huautla ligger 1 962 meter över havet och antalet invånare är 508.
Terrängen runt San Miguel Huautla är kuperad åt nordväst, men åt sydost är den bergig. Runt San Miguel Huautla är det ganska glesbefolkat, med 25 invånare per kvadratkilometer. Närmaste större samhälle är San Pedro Jocotipac, 7,5 km öster om San Miguel Huautla. I omgivningarna runt San Miguel Huautla växer huvudsakligen savannskog.